# 亞馬遜河蟾鯰
亞馬遜河蟾鯰，是輻鰭魚綱鯰形目擬油鯰科的其中一種。

## 分布
本魚分布於南美洲巴西、厄瓜多、秘魯、蓋亞那、蘇利南、法屬圭亞那、玻利維亞的溪流中。

## 特徵
本魚體長有不規則的淺色斑紋和淺褐色狹長條紋，體深色，有一條灰色縱向條紋沿鰓蓋後部輪廓延伸，另有一道不規則條紋穿過尾柄。腹面的顏色是白中透粉紅，深色背鰭上帶有深色亮斑。體長可達20公分。

## 生態
本魚生存於小溪以及在河中水流緩慢且深暗區域。白天躺臥在樹枝或岩石下面。屬肉食性，牠會悄悄靠近獵物, 用大口將獵物吸入口中。

## 經濟利用
為觀賞性魚類。